# Alexandre-Ferdinand Nguendet

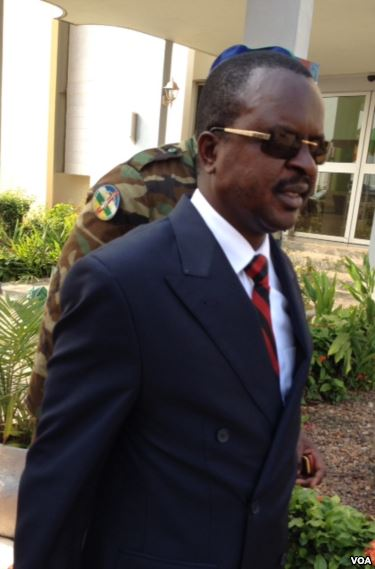
Alexandre Ferdinand Nguendet (2013)

Alexandre-Ferdinand Nguendet (* 23. Mai 1972 in Bossangoa) ist ein Politiker der Zentralafrikanischen Republik, der von 2013 bis 2016 die provisorische Übergangsregierung des Landes leitete. Vom 10. bis zum 23. Januar 2014 war er nach dem Rücktritt von Michel Djotodia wenige Tage als kommissarischer Staatspräsident der Zentralafrikanischen Republik im Amt.

## Politische Laufbahn
Als Mitglied der Partei Rassemblement Démocratique Centrafricain war Alexandre-Ferdinand Nguendet Abgeordneter der Nationalversammlung der Zentralafrikanischen Republik, und repräsentierte den fünften arrondissement der Hauptstadt Bangui. Anfang 2013 gründete Nguendet die Rassemblement pour la République (RPR) als neue politische Partei. Nguendet und seine Partei waren die ersten, die den Rebellenführer Michel Djotodia nach der Machtübernahme der Séléka und der Absetzung des Staatspräsidenten François Bozizé und dessen Flucht als neuen De-facto-Staatspräsidenten anerkannten.
Im April 2013 unternahm Djotodia den Versuch, seine Rolle als Staatschef zu legitimieren und gründete das National Transitional Council, ein aus 105 Mitgliedern bestehendes provisorisches Parlament, das für 18 Monate eine Übergangsregierung und konstituierende Versammlung bilden sollte. Das Parlament wählte am 15. April 2013 Nguendet als Vorsitzenden gegen vier weitere Kandidaten. Er erhielt mit 58 Stimmen die Stimmenmehrheit, der Zweitplatzierte lag mit 28 Stimmen deutlich dahinter.
Als das National Transitional Council im Mai 2013 mit seiner Arbeit begann, erklärte Nguendet, dass es während seines Bestehens die normalen Befugnisse der Legislative habe, mit Ausnahme des Misstrauensvotums gegen die Regierung.
Nachdem Djotodia nach einer Versammlung der Zentralafrikanischen Wirtschaftsgemeinschaft CEEAC und auf Druck der Nachbarländer aufgrund des eskalierenden Konflikts des Volkes in der Zentralafrikanischen Republik unter seiner Regierung am 10. Januar 2014 zurückgetreten war, übernahm Nguendet die Funktion des kommissarisch regierenden Staatschefs, bis das National Transitional Council einen Nachfolger für Djotodia gewählt hatte. Am 20. Januar 2014 wählte das Parlament Catherine Samba-Panza als Präsidentin der Zentralafrikanischen Republik.